# Monocular

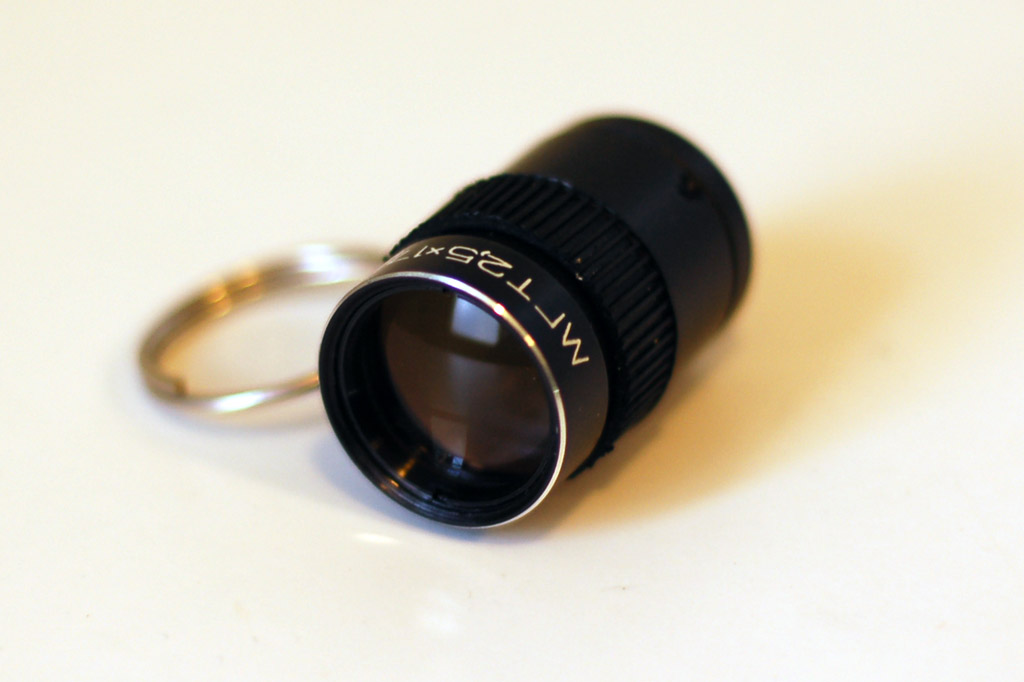
Anteojo miniatura del tipo Galileo de fabricación soviética de 2,5 aumentos × 17,5.

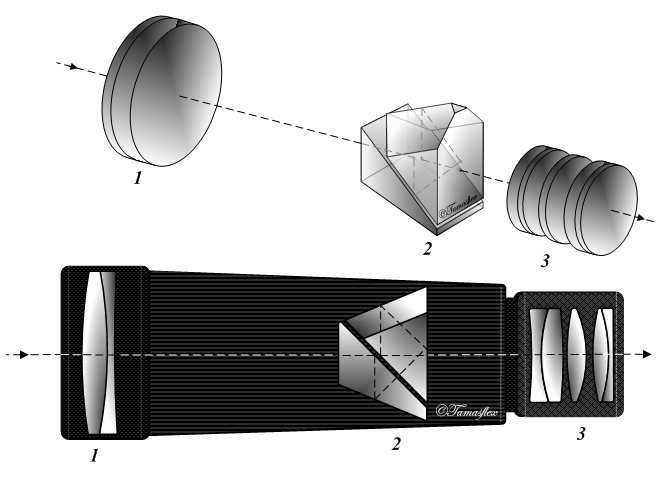
Monocular:
1 - Objetivo.
2 - Prisma Schmidt-Pechan.
3 - Ocular.

Un monocular es un telescopio refractor modificado y portátil, usado para ampliar imágenes de objetos distantes, atravesando la luz una serie de lentes y un prisma. El uso del prisma hace al monocular más pequeño y ligero que un par de prismáticos, siendo fácil de llevarse.

## Mira-Visor
La Mira-Visor, además de las características anteriores, incorpora otros aditamentos que permiten realizar operaciones de taquimetría.
En algunos teodolitos, el aumento del anteojo permite ver  hitos ubicados a distancias del orden de 30  km. 
Tuvo mucha importancia en la creación del teodolito, el nivel y más tarde el taquímetro.
La Mira-Visor incorpora internamente un retículo destinado a facilitar la ubicación del elemento que se pretende determinar, permitiendo centrar el objetivo con una mejor precisión.